# Aniya la Gitana
Ana Amaya Molina, connue sous les noms de Aniya la Gitana ou Anilla la de Ronda, née en 1855 à Ronda (Andalousie, Espagne) et morte en 1933 à Barcelone (Catalogne, Espagne), est une gitane chanteuse, danseuse et guitariste de flamenco espagnole.

## Biographie
Ana Amaya Molina commence sa carrière artistique dans les cafés de sa région. Elle y rencontre notamment le chanteur Antonio Chacón et la chanteuse Paca Aguilera, gitane de Ronda comme elle, avec qui elle se produit en 1890 au Café Chinitas de Malaga, haut lieu du flamenco de l'époque.
Diverses anecdotes témoignent de la notoriété qu'elle atteint par la suite : la célèbre danseuse sévillane Pastora Imperio insiste pour la rencontrer et lui offre un costume de danseuse ; la reine-consort d'Espagne Victoire-Eugénie la fait chanter dans une fête privée de la famille royale et lui donne un châle de Manille ; enfin, Federico García Lorca la cite, avec d'autres chanteuses, dans sa conférence intitulée « Importance historique et artistique du chant primitif andalou appelé Cante Jondo », lue à Grenade en 1922.
En 1930, alors âgée de soixante-quinze ans, elle est une des attractions principales de la Semaine andalouse à l'Exposition de Barcelone. Elle y chante et y danse, accompagnée à la guitare par Ramón Montoya. Un journaliste d'alors la surnomme la reine des gitans et raconte : « La maison où vit Anita Amaya à Ronda est un lieu de pèlerinage. Le juge, le maire, le pharmacien, le notaire, les dames de haute et basse conditions, tous défilent dans son logement, archive du savoir populaire. Quotidiennement, depuis Barcelone, on envoie un télégramme au secrétaire de mairie de Ronda, pour dire que la vieille gitane mange bien, dort peu et boit beaucoup. On envoie aussi des télégrammes aux gitans qui, déjà impatients, réclament son retour. Mais elle ne souhaite pas repartir. »

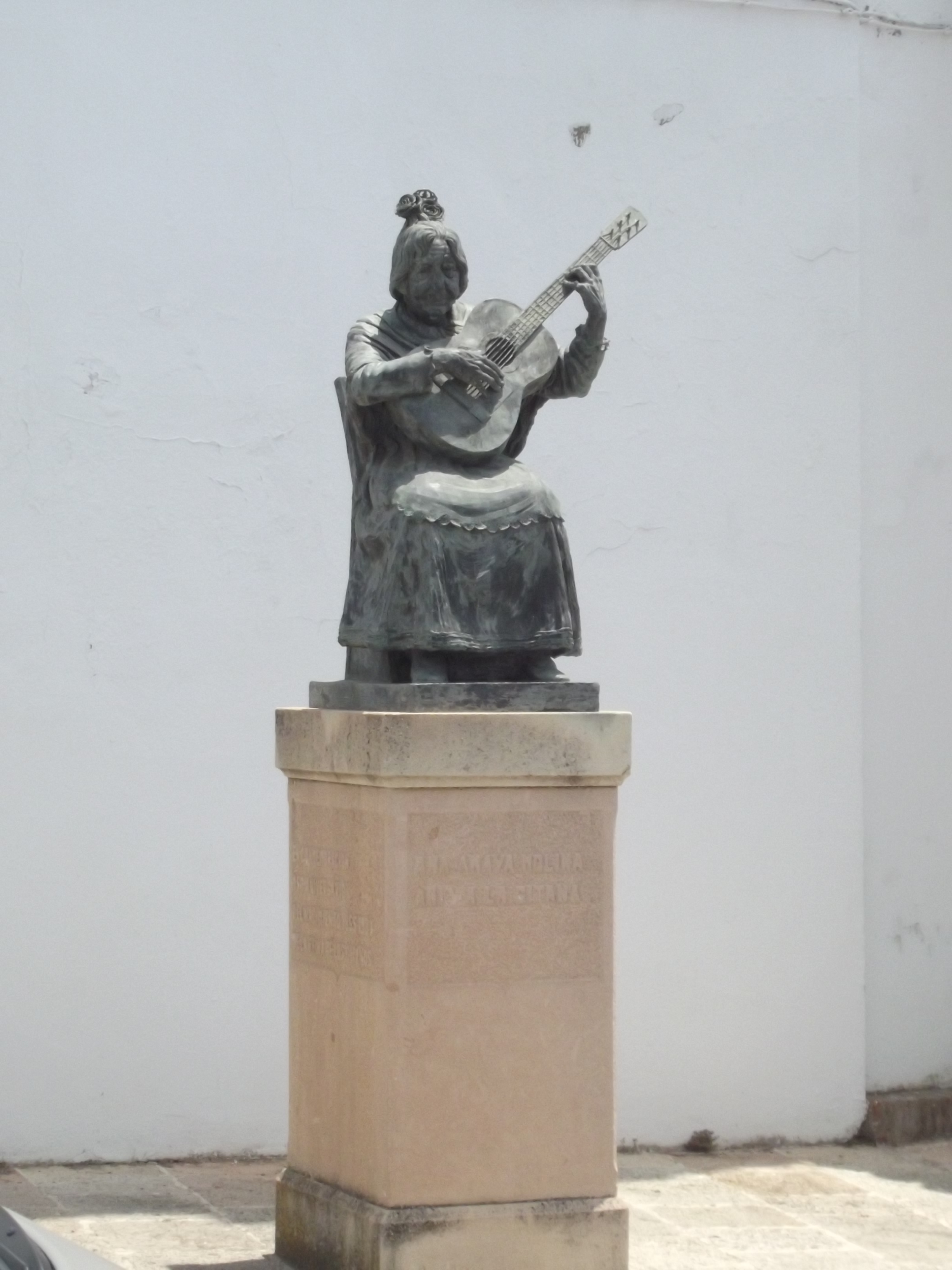
Statue d'Aniya la Gitana à Ronda.